# Yureプロジェクト
Yureプロジェクトとは、2008年7月から株式会社ウェザーニューズ（WNI）が提供するサポーター参加型企画の一つである。WNI独自の揺れ単位『Yure』を用い、全国のリアルタイムな揺れを体感的に感じてもらうため、全国約1,000箇所に設置した「Yure Station」と呼ばれるWNIが独自開発した据置型加速度センサーを用いた地震計を設置協力者の自宅等に設置し、全国の揺れを計測する企画である。

## 概要
加速度センサーを用いて「水平方向」（「東西」と「南北」の2方向）・「垂直方向」が24時間リアルタイムに計測される。観測されたデータは30秒ごとに設置協力者がYure Stationを接続しているパソコンからインターネットを介してWNIに送られる。「Yure Station」から集められた全国の揺れ情報は自社の特設サイトで確認することができる。

## 歴史
- 2008年
  - 6月17日 - Yureプロジェクト開始。また、Yure Station設置協力者の先行募集も開始する（200名）。
  - 7月1日 - 先行募集を締め切る。
  - 7月16日 - Yure Station設置協力者の追加募集を開始（800名）。また、計測データの公開を開始する。
  - 8月8日 - 追加募集を締め切る。
  - 9月2日 - Yure Station設置協力者の追加募集を開始（70名）。
  - 9月10日 - 追加募集を締め切る。
  - 10月22日 - WNI携帯サイトにてYureが確認できるようになる。
- 2020年
  - 12月 - サイトのAdobe Flash対応終了に伴いサービス終了。

## 観測データの利用
観測されたデータは全国各地に観測機が設置されているため、地震発生時には震源近くの揺れを瞬時に確認することができる。また、Yure Stationは地震の揺れのみを観測する装置ではないため、Yure Station設置箇所の付近で発生した落雷や台風などの強風による揺れを観測し、その出来事を物語る大切な資料としても利用されている。

## メリット・デメリット
Yure Stationは、気象庁が設置した地震計以外の場所にも設置しているため、より細かな地形の変化等による揺れを観測することができる。ただ、Yure Stationの設置場所によっては周辺道路からの振動を受けてしまい、純粋な揺れを観測できないほか、Yure Stationはパソコンを介して観測データを送るため、リアルタイムなデータを送るためにはパソコンを常に起動させて置く必要がある。